# Tísňová péče
Tísňová péče je sociální služba poskytovaná v přirozeném sociálním prostředí klienta prostřednictvím distanční hlasové a elektronické komunikace, v podobě snadno ovladatelného tlačítka, které má klient neustále při sobě.
Podle paragrafu 41 zákona č. 108/2006 Sb., o sociálních službách, je tísňová péče řazena mezi služby sociální péče, funguje jako terénní služba určená pro osoby vystavené stálému nadměrnému riziku ohrožení zdraví nebo života způsobeného zhoršením jejich zdravotního stavu nebo schopností. Tísňová péče umožňuje poskytnutí nebo zprostředkování neodkladné pomoci při krizové situaci, např. pádu, úrazu, nevolnosti, panické úzkosti apod., které zajišťuje centrála, na níž je klient prostřednictvím distanční komunikace napojen.
Tísňová péče je sociální službou poskytovanou za úhradu. Maximální výše úhrady se řídí vyhláškou č. 505/2006 Sb. Výše úhrady odpovídá skutečným nákladům na provoz technických komunikačních prostředků.
Jako jedna ze služeb sociální péče má za úkol potřebným jedincům zajistit jejich fyzickou a psychickou soběstačnost, pocit bezpečí, terapeutickou intervenci a sociální kontakt v jejich přirozeném sociálním prostředí. Služba je k dispozici 24 hodin denně, odborný personál komunikací s uživatelem zprostředkuje adekvátní pomoc, např. kontaktování rodiny, lékaře, záchranné služby, policie nebo hasičů.